# 斯蒂爾沃特 (內華達州)
斯蒂爾沃特（英語：Stillwater）是位於美國內華達州邱吉爾縣的鬼鎮。

## 歷史
斯蒂爾沃特的郵局於1865年設立，1870年關閉後又於1877年重啟，最終於1959年停運。

## 地理
斯蒂爾沃特所處的海拔為高於海平面1189米（即3901英呎），而該地所採用的時區為UTC-8，即太平洋时区（PST）。同時該地設有夏令時間，為UTC-8調快一小時，即UTC-7（PDT）。